# Espresso Doppio
Espresso Doppio, vom italienischen Espresso doppio = „doppelter Espresso“, ist ein Brettspiel des Spieleautors Walter Obert für zwei Spieler aus dem Jahr 2021. Das Spiel erschien in der ersten Version beim Spieleverlag Huch!, das Spielmaterial besteht im Wesentlichen aus drei Espressotassen mit Untertassen und Löffeln auf einem Tischläufer.

## Thema und Ausstattung
Espresso Doppio ist ein strategisches Spiel auf einem als Spielbrett dienenden Tischläufer mit fünf Feldern. Die beiden Spieler müssen jeweils versuchen, die auf dem Tischtuch befindlichen Espressotassen, Untertassen und Löffel so zu platzieren, dass sie einer vor ihnen liegenden Kartenauslage entsprechen. Für jede Übereinstimmung bekommen sie Punkte in Form von Kaffeebohnen und der Spieler, der nach zwei Runden am meisten Bohnen hat, gewinnt das Spiel. Das Spielmaterial besteht aus drei Sets aus einer Espressotasse, einer Untertasse und einem Löffel in drei Farben, einem länglichen Tischläufer mit fünf Feldern, 16 Aufgabenkarten und 60 Kaffeebohnen.

## Spielweise
Zur Vorbereitung wird der Tischläufer in der Tischmitte platziert und die Tassen, Untertassen und Löffel werden daneben platziert. Die Aufgabenkarten werden gemischt und jeder Spieler bekommt acht dieser Karten. Die Kaffeebohnen kommen ebenfalls in die Tischmitte neben das Tuch. Die Spieler mischen ihre acht Karten und legen acht der Karten offen vor sich aus, der Rest bildet je einen verdeckten Nachziehstapel.
Die beiden Spieler spielen gegeneinander. Dabei beginnt ein Spieler, laut Spielanleitung derjenige, „der zuletzt einen Espresso getrunken hat“, und setzt ein Element der Kaffeesets auf ein beliebiges Spielfeld. Danach platzieren beide Spieler abwechselnd weitere Elemente, bis alle Sets auf den Spielfeldern verteilt sind. Der Spieler, der jetzt an der Reihe ist, beginnt nun mit seinem ersten Spielzug. Abwechselnd dürfen die Spieler nun bis zu drei Mal einen oder mehrere Gegenstände bewegen oder die Gegenstände eines Feldes mit denen eines anderen Feldes vertauschen. Wenn sie Gegenstände bewegen, können sie alle bis zu drei Gegenstände (Tasse, Teller und Löffel) eines Feldes auf ein beliebiges anderes Feld stellen, außer den Teilen, die dort bereits liegen. Beim Vertauschen müssen sie immer alle Teile des einen Feldes mit allen Teilen des anderen Feldes tauschen.
Am Ende ihres Zuges können sie eine oder mehrere Karten ihrer offenen Auslage werten. Dabei vergleichen sie die Vorgaben auf den Karten mit den Elementen auf den fünf Feldern des Tischläufers und bekommen für jede Karte, für die die Vorgabe passt, die auf der Karte angegebene Anzahl an Kaffeebohnen. Dabei müssen u. a. entweder Farb- oder Elementreihenfolgen oder Zusammenstellungen der einzelnen Elemente zusammenpassen. Gewertete Karten werden abgelegt und die Auslage wird wieder auf drei Karten aufgefüllt. Wenn ein Spieler alle seine Karten ausgewertet hat, endet die aktuelle Runde, unabhängig davon, ob der Gegner noch offene Karten hat. Die beiden Spieler nehmen ihre acht Karten, mischen sie und geben sie dem Gegner, danach wird die zweite Runde analog der ersten mit den vertauschten Kartensätzen gespielt.
Das Spiel endet nach der zweiten Runde, wenn ein Spieler alle seine Karten gewertet hat. Gewinner ist der Spieler mit den meisten gewonnenen Kaffeebohnen.

## Ausgaben
Das Spiel wurde von dem Spieleautor Walter Obert entwickelt und erschien 2021 bei dem deutschen Spieleverlag Huch! in einer mehrsprachigen Ausgabe.
In einer Rezension von Gerhard Göldenitz wurde Espresso Doppio mit 7 von 10 Punkten bewertet. Er schrieb: „Zwar ist die Grundidee mit dem Verschieben von Gegenständen, um dann eine bestimmte Reihenfolge und damit eine Aufgabenkarte zu erfüllen, nicht neu, doch in der hier vorliegenden Form zumindest außergewöhnlich attraktiv. Ein schönes Geschenk für Kaffeeliebhaber und Brettspieler.“

## Belege
1. 1 2 3 4 5 6 7  Spieleanleitung Espressio Doppio. Huch!, 2021
2. ↑  Versionen von Espresso Doppio in der Spieledatenbank BoardGameGeek (englisch); abgerufen am 27. März 2022.
3. ↑  Espresso Doppio, Rezension auf spieletest.at, 11. Januar 2022; abgerufen am 27. März 2022.